# Golden Fire II
Golden Fire II é um jogo raro para arcade produzido pela Topis Corp. em 1992. Trata-se de um jogo de tabuleiro de 7 por 7 casas no qual você escolhe entre 3 grandes líderes do Japão antigo, caricaturados, para se autorepresentar, e jogar contra outro. Cada um dos jogadores começa com cada um dos dois lados com duas joias. Se você avança a casa adjacente com uma joia, você produz outra; se você avança duas casas, você só faz tirá-la de lugar. Quando uma peça é posta perto das do inimigo, as peças adjacentes à sua se tornam outras peças suas. Ganha quem preencher o tabuleiro com mais peças suas ou eliminar todas as peças do adversário. Ao fim de cada fase, é mostrada uma foto erótica como prêmio